# 克雷斯特維尤 (夏威夷州)
克雷斯特維尤（英語：Crestview）是位於美國夏威夷州檀香山縣的一個非建制地區。該地的面積和人口皆未知。

## 地理
克雷斯特維尤的座標為21°24′32″N 157°59′58″W / 21.40889°N 157.99944°W，而該地的平均海拔高度為75米（即246英尺）。